# Contra os Camponeses Assaltantes e Assassinos

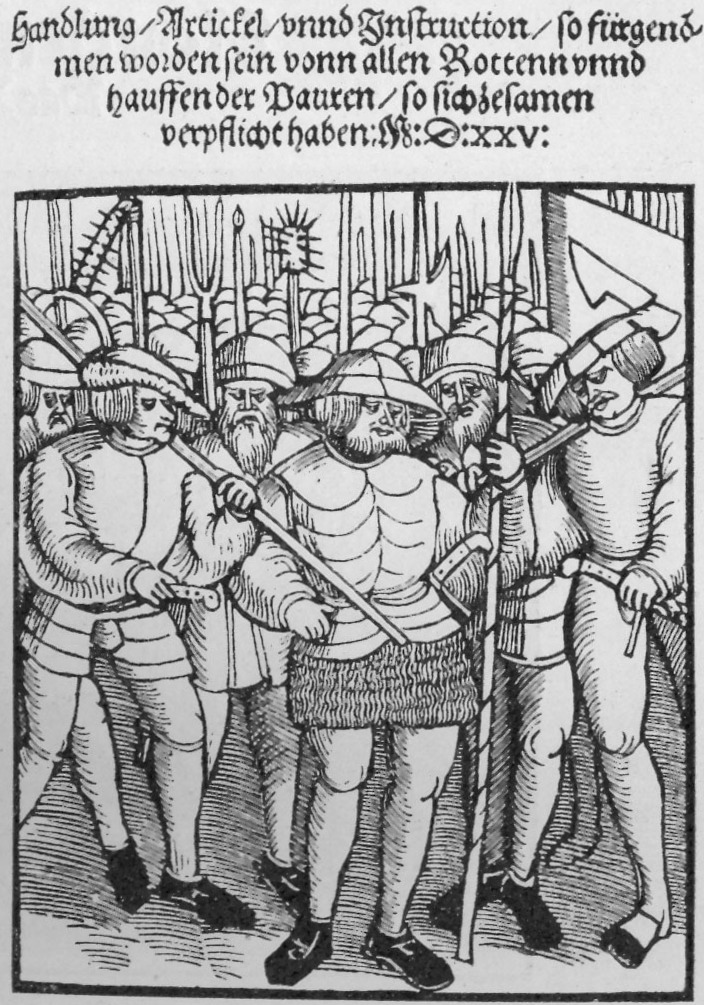
Frontispício da edição alemã dos "Doze Artigos", contra os quais Lutero escreveu "Contra os Camponeses".

Contra os Camponeses Assaltantes e Assassinos (em alemão:  Wider die Mordischen und Reubischen Rotten der Bawren) é uma escrita por Martinho Lutero em 1525 sobre a Guerra dos Camponeses. Começando em 1524 e terminando em 1526, esta guerra foi o resultado de uma tumultuada coleção de reclamações em muitas esferas diferentes: política, econômica, social e teológica. O próprio Lutero é tido como a fundação da revolta por conta de suas ideias, mas ele próprio manteve sua fidelidade aos príncipes alemães contra a violência dos rebeldes e esta obra reflete justamente a reação de Lutero à revolta e faz alusão à preocupação de Lutero de que ele poderia ser considerado o responsável por ela.

## Contexto

### Guerra dos Camponeses
Iniciada em 1524, a Guerra dos Camponeses se espalhou pelos territórios germânicos do Sacro Império Romano Germânico durante o ano de 1525 até sua supressão final no ano seguinte. Muitos fatores, incluindo mudanças nas estruturas social e econômica da região, tiveram um papel importante em incitar os camponeses à revolta. O movimento de uma economia inteiramente agrária durante os séculos XIV e XV serviu de cenário para o desenvolvimento de novas classes sociais que não coincidiam e nem se encaixavam com a tradicional hierarquia feudal. Apesar de as reclamações inicialmente citadas pelos camponeses fossem essencialmente baseadas em abusos individuais por parte do clero, o foco se alterou conforme o movimento se desenvolveu e passou a abranger estes assuntos menores num contexto maior de insatisfação com a antiga ordem feudal.

### Lutero e os camponeses: inspiração relutante
A relação entre a Reforma Protestante e a Guerra dos Camponeses é tema de longo debate. Um ponto de vista tradicional sobre o assunto é que a Guerra dos Camponeses é resultado direto da doutrina da liberdade espiritual de Martinho Lutero e da aplicação de suas ideias como justificação religiosa para um levante social e político. É fato que Lutero forneceu aos líderes camponeses valiosas ferramentas: seu foco na ideia da sola scriptura enfatiza o sacerdócio de todos os crentes e seu reforço à ideia de que organizações sociais que contrariem a lei de Deus não comandam obediência do povo e servem de justificativa para revoltas. Provavelmente também teve influência na revolta o próprio exemplo de Lutero, pois sua obra era uma revolta contra as duas mais importantes autoridades da época, o papa e o imperador. É provável que as ideias de Lutero tenham simplesmente coincidido com os desejos dos camponeses e foram, por isso, utilizadas como justificativa.
Outros religiosos também influenciaram os camponeses, como Ulrico Zuínglio e Thomas Müntzer. Zuínglio passou a ensinar a partir de 1523 que, para que o Evangelho tivesse sucesso, as leis seculares precisariam ser transformadas de acordo com a lei de Deus, o que correspondia perfeitamente com o que os camponeses queriam. Müntzer, que liderou o exército camponês até sua derrota em Frankenhausen em 15 de maio de 1525 por tropas imperiais, encorajava os revoltosos citando passagens da Bíblia que pareciam dar suporte à revolta contra uma autoridade legalmente estabelecida, especialmente Lucas 22:35–38 ("Venda sua capa e compre uma espada") e Mateus 10:34 ("Não vim trazer a paz, mas a espada"). Para o campesinato oprimido de tantas formas, a liderança de homens como Müntzer e a inspiração nas escrituras, que pareciam justificar a violência, transformaram a rebelião em algo muito tentador.
Além disto, os ataques de Lutero contra a Igreja Católica também podem ter incitado vários grupos à revolta. Os camponeses se viam representados pelas denúncias de Lutero contra o clero e por suas ideias sobre a liberdade cristã e desejavam "se vingar de todos os seus opressores". Membros mais poderosos da sociedade, incluindo burgueses e nobres menores, também desejavam acabar com o poder do clero e escapar das garras de Roma ganhando dinheiro com o confisco de propriedades da Igreja.
Quando a pressão à volta destas ideias revolucionárias cresceu demais, Lutero foi obrigado a escolher um lado e ele escolheu se juntar aos burgueses, nobres e príncipes. Ao se manter do lado da autoridade legal, Lutero passou a pregar o progresso pacífico e a resistência passiva em tratados como "À Nobreza Cristã da Nação Alemã" em 1520. Lutero acreditava que não havia nenhuma circunstância na qual tamanha violência pudesse ser utilizada em nome do Evangelho com exceção da luta direta contra as obras de Satã. Ele "não desejava que o Evangelho fosse defendido pela força e pelo derramamento de sangue. O mundo foi conquistado pelo Verbo, a Igreja é mantida pelo Verbo e o Verbo também irá colocar a Igreja de volta no seu lugar; e o Anticristo, que conquistou seu lugar sem violência, irá cair sem violência". Enquanto as ideias de Lutero se tornavam mais populares, as ideias de Müntzer passaram a ser vistas como perigosas.

### Os Doze Artigos da União Cristã da Suábia Superior
Os "Os Doze Artigos da União Cristã da Suábia Superior", conhecidos também como "Doze Artigos da Floresta Negra", serviram de manifesto para a Guerra dos Camponeses, apesar de não ser o único a servir para tal fim. Eles são um sumário composto por Sebastian Lotzer de centenas de artigos e reclamações com citações bíblicas suportando cada ponto. De forma sucinta, os "Doze Artigos" resultavam no fim do feudalismo e no reforço dos recursos comuns, um sistema de usufruto comunal.
O desejo dos camponeses era ouvir o Evangelho e viver suas vidas de acordo e os que fossem considerados inimigos do Evangelho seriam inimigos dos camponeses: a ideia de um "Evangelho puro" serviu como justificativa para a revolta.

## Obras de Lutero sobre a Guerra dos Camponeses

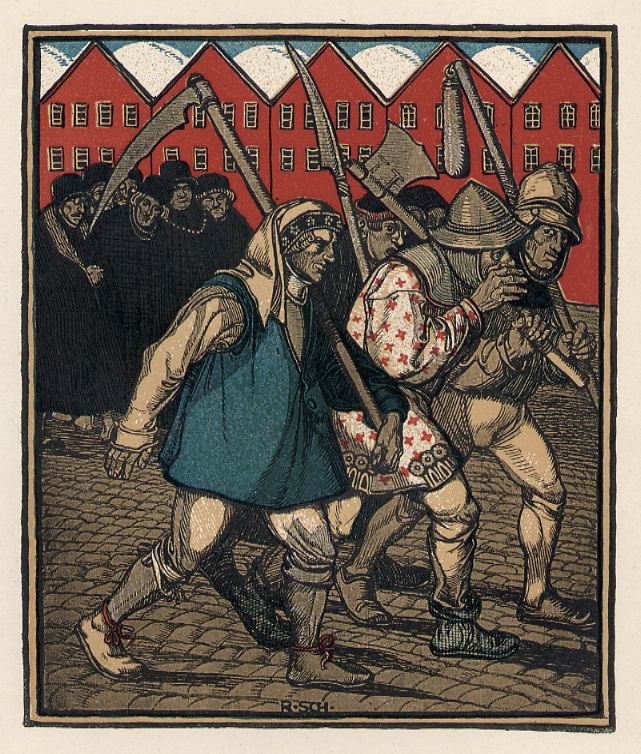
Gravura sobre a Guerra dos Camponeses.

### Exortação à Paz
Os camponeses estavam utilizando a Bíblia para dar suporte às suas reivindicações e, por conseguinte, para justificar sua revolta, o que fez com que Lutero se voltasse contra eles. Ele discursou abertamente contra os camponeses e refutou especificamente os "Doze Artigos da Floresta Negra", juntando-se aos católicos romanos para combater a revolta cada vez mais violenta. A Exortação à Paz foi escrita para servir a diversos propósitos, inicialmente para evitar o derramamento de sangue pelas multidões furiosas de camponeses. Serviu também para refutar falsas interpretações das Escrituras como justificativas para violência e, finalmente, para responder aos diversos apelos para que ele se pronunciasse sobre a revolta.
A primeira seção da "Exortação" fala aos príncipes e senhores feudais e pede primeiro que eles reconheçam a ameaça representada pelos camponeses "não menosprezando esta rebelião" e depois que sejam mais receptivos para evitar o confronto direto. Ele recrimina os príncipes deixando claro que a culpa era também deles: "não temos ninguém mais na terra a agradecer por esta desastrosa rebelião senão vocês príncipes e lordes [...] como governantes temporais vocês não fazem nada além de enganar e roubar o povo para que possam levar uma vida de luxo e extravagância. O povo comum não suporta mais isto".
A segunda seção fala aos camponeses e, embora Lutero reconheça suas demandas como razoáveis na forma apresentada nos "Doze Artigos", ele claramente afirma que eles estão errados ao utilizarem da força para remediar sua situação. Lutero se incomoda particularmente com a utilização do Evangelho como justificativa. A terceira seção reconhece que tanto príncipes quanto camponeses não estão agindo como bons cristãos e reprova os dois grupos afirmando que caso irrompa uma guerra os dois grupos perderão suas almas imortais.
Esta obra e a seguinte, "Contra os Camponeses Assaltantes e Assassinos", circularam amplamente por toda a Alemanha. Apesar de não esclarecer quando Lutero leu pela primeira vez os "Doze Artigos", é certo que "Exortação" é anterior a 16 de abril de 1525,

### Contra os Camponeses Assaltantes e Assassinos
Lutero praticamente ignorava a extensão da revolta entre os camponeses até ele próprio viajar pela Turíngia com Filipe Melanchthon.  Foi nesta ocasião que ele pôde observar em primeira mão a severidade da situação e testemunhar os camponeses "realizando a obra do diabo". Ele tentou evitar mais violência pregando contra ela, mas reconheceu que esta abordagem não teve nenhum impacto.
Em maio de 1525, Lutero escreveu "Contra os Camponeses Revoltosos", um título que seria depois endurecido pelos impressores em outras cidades sem a aprovação de Lutero. Na obra, Lutero acusou os camponeses de três crimes: violação de seus juramentos de lealdade, crimes contra a fé e o cometimento de crimes em nome de Cristo, o que era uma blasfêmia:
| “ | Os camponeses incorreram no ônus de três terríveis pecados contra Deus e contra os homens, pelo que são merecedores da morte de corpo e alma [...] eles juraram ser verdadeiros e fieis, submissos e obedientes aos seus governantes [...] e agora, deliberada e violentamente, violam este juramento [...] eles estão começando uma rebelião e estão violentamente roubando e saqueando mosteiros e castelos que não são deles [...] eles duplamente são merecedores da morte de corpo e alma como salteadores e assassinos [...] eles disfarçam estes terrível e horrível pecado com o Evangelho [...] e assim se tornaram os piores blasfemadores de Deus e difamadores de Seu santo nome. | ” |

Lutero prossegue justificando os atos dos príncipes contra os camponeses, mesmo os violentos. Ele acredita que os camponeses podem ser punidos pelos senhores por "terem se tornado sem fé, perjurados, desobedientes, rebeldes, assassinos, ladrões e blasfemos, a quem mesmo um monarca pagão teria o direito e a autoridade de punir". Lutero elogia os que lutavam contra os camponeses afirmando que "os que foram mortos lutando do lado dos governantes pode ser um verdadeiro mártir aos olhos de Deus" e encerra com uma espécie de "aviso": "se alguém acha que isto é duro demais que se lembre que a rebelião é intolerável e que a destruição do mundo deve ser aguardada em todos os momentos".

### Carta Aberta sobre o Duro Livro Contra os Camponeses
Depois da derrota das forças de Müntzer em 15 de maio de 1525 em Frankenhausen, a Guerra dos Camponeses praticamente acabou pela falta de líderes e de um exército capaz de lutar. Os camponeses se sentiram traídos por Lutero e o criticaram pela publicação de "Contra os Camponeses Assaltantes e Assassinos". Os católicos lembraram que, apesar de "Exortação à Paz" justificar os camponeses ao afirmar que suas reclamações eram justas, quando ficou claro que os camponeses perderiam, Lutero os desertou escrevendo "Contra os Camponeses". Por conta disto, os amigos de Lutero pediram que ele próprio escrevesse uma retratação, o que ele decididamente se recusou a fazer.
Depois de alguns meses Lutero decidiu escrever uma explicação forma numa carta aberta a Caspar Muller intitulada Carta Aberta sobre o Duro Livro Contra os Camponeses. Nela ele defendeu suas obras anteriores e afirmou que era o dever de um cristão "sofrer injustiças e não pegar na espada e recorrer à violência". Lutero defendeu a "dureza" de seus texto afirmando que "um rebelde não é digno de argumentos racionais pois ele não os aceita. Você deve responder a pessoas deste tipo com um punho até que o suor pingue de seus narizes". 
Lutero também afirma que os príncipes foram muito severos em suas punições aos camponeses e que eles seriam punidos por Deus por isto.

## Eventos posteriores
Lutero percebeu que uma reforma violenta alienaria príncipes, nobres e algumas cidades e seria provavelmente esmagada pela oposição católica ou imperial. Como a maioria das cidades queria uma reforma moderada e muitos dos príncipes estavam comprometidos com uma, foi um movimento lógico. Mais tarde ele seria criticado por ter cedido e acusado de ser uma marionete dos príncipes.